# Dabasi járás
A Dabasi járás Pest vármegyéhez tartozó járás Magyarországon, amely 2013-ban jött létre. Székhelye Dabas. Területe 614,23 km², népessége 48 746 fő, népsűrűsége pedig 79 fő/km² volt 2013. elején. 2013. július 15-én három város (Dabas, Örkény és Újhartyán) és nyolc község tartozott hozzá.
A Dabasi járás a járások 1983. évi megszüntetése előtt is létezett, ezen a néven az 1950-es járásrendezéstől, amikor az Alsódabasi járás nevét megváltoztatták, mivel az addigi székhely, Alsódabas egyesült Felsődabassal.

## Települései
| Település        | Rang (2013. július 15.) | Közös hivatal | Kistérség (2013. január 1.) | Népesség (2013. január 1.) | Terület (km²) |
| ---------------- | ----------------------- | ------------- | --------------------------- | -------------------------- | ------------- |
| Dabas            | járásszékhely város     |               | Dabasi                      | 16 506                     | 165,99        |
| Örkény           | város                   |               | Dabasi                      | 4 836                      | 36,44         |
| Újhartyán        | város                   |               | Dabasi                      | 2 707                      | 22,43         |
| Bugyi            | nagyközség              |               | Gyáli                       | 5 160                      | 115,55        |
| Hernád           | község                  |               | Dabasi                      | 4 111                      | 27,06         |
| Inárcs           | nagyközség              |               | Dabasi                      | 4 407                      | 22,53         |
| Kakucs           | község                  |               | Dabasi                      | 2 747                      | 21,8          |
| Pusztavacs       | község                  | Újlengyel     | Dabasi                      | 1 367                      | 79,07         |
| Táborfalva       | község                  |               | Dabasi                      | 3 363                      | 42,05         |
| Tatárszentgyörgy | község                  |               | Dabasi                      | 1 870                      | 55,06         |
| Újlengyel        | község                  | Újlengyel     | Dabasi                      | 1 672                      | 26,25         |

## Története
A Dabasi járás elődje az Alsódabasi járás volt, melynek neve 1898-ig Pesti közép járás volt és a 19. század közepén az addigi Pesti járás feldarabolásával jött létre.
Az 1950-es járásrendezés során, amikor a járások elnevezését székhelyükhöz igazították, az Alsódabasi járás nevét Dabasira változtatták, mivel az addigi járási székhely, Alsódabas egyesült Felsődabassal Dabas néven. A járás területe se ekkor, se később, egészen 1983-ban történt megszűnéséig nem változott. A járás községeinek listája is csak egy ízben változott, amikor 1966-ban Gyónt és Sárit beolvasztották Dabasba.
1984. január 1-jével új közigazgatási beosztás jött létre Magyarországon. A járások megszűntek és a megyék város- és nagyközségkörnyékekre oszlottak. Dabas városi jogú nagyközséggé alakult, a Dabasi járás helyére pedig a Dabasi nagyközségkörnyék lépett.

### Községei 1950 és 1983 között
Az alábbi táblázat felsorolja a Dabasi járáshoz tartozott községeket, bemutatva, hogy mikor tartoztak ide, és hogy hova tartoztak megelőzően, illetve később.
| Község           | Mikortól | Honnan              | Meddig | Hova                             |
| ---------------- | -------- | ------------------- | ------ | -------------------------------- |
| Alsónémedi       | 1950     | Alsódabasi járásból | 1983   | Dabasi nagyközségkörnyékhez      |
| Bugyi            | 1950     | Alsódabasi járásból | 1983   | Dabasi nagyközségkörnyékhez      |
| Dabas            | 1950     | Alsódabasi járásból | 1983   | városi jogú nagyközséggé alakult |
| Felsőpakony      | 1950     | Alsódabasi járásból | 1983   | Dabasi nagyközségkörnyékhez      |
| Gyál             | 1950     | Alsódabasi járásból | 1983   | Dabasi nagyközségkörnyékhez      |
| Gyón             | 1950     | Alsódabasi járásból | 1966   | Dabashoz csatolták               |
| Hernád           | 1950     | Alsódabasi járásból | 1983   | Dabasi nagyközségkörnyékhez      |
| Inárcs           | 1950     | Alsódabasi járásból | 1983   | Dabasi nagyközségkörnyékhez      |
| Kakucs           | 1950     | Alsódabasi járásból | 1983   | Dabasi nagyközségkörnyékhez      |
| Ócsa             | 1950     | Alsódabasi járásból | 1983   | Dabasi nagyközségkörnyékhez      |
| Örkény           | 1950     | Alsódabasi járásból | 1983   | Dabasi nagyközségkörnyékhez      |
| Pusztavacs       | 1950     | Alsódabasi járásból | 1983   | Dabasi nagyközségkörnyékhez      |
| Sári             | 1950     | Alsódabasi járásból | 1966   | Dabashoz csatolták               |
| Táborfalva       | 1950     | Alsódabasi járásból | 1983   | Dabasi nagyközségkörnyékhez      |
| Tatárszentgyörgy | 1950     | Alsódabasi járásból | 1983   | Dabasi nagyközségkörnyékhez      |
| Újhartyán        | 1950     | Alsódabasi járásból | 1983   | Dabasi nagyközségkörnyékhez      |
| Újlengyel        | 1950     | Alsódabasi járásból | 1983   | Dabasi nagyközségkörnyékhez      |